# Marie-Christine Vergiat

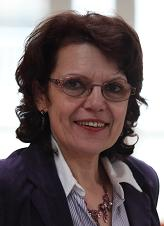
Marie-Christine Vergiat

Marie-Christine Vergiat (* 23. September 1956 in Roanne, Département Loire) ist eine französische Politikerin der Kommunistischen Partei Frankreichs (PCF).

## Leben
Vergiat studierte Rechtswissenschaften in Frankreich. Seit 1983 ist Vergiat in der Französischen Liga zur Verteidigung der Menschen- und Bürgerrechte tätig. Von 1980 bis 2005 war Vergiat Mitglied der Sozialistischen Partei Frankreichs (PS), 2005 trat sie zur PCF über. 

## EU-Parlamentarierin
Vergiat war 2009 bis 2019 für die Front de gauche Mitglied des Europäischen Parlamentes, wo sie der Vereinten Europäischen Linke/Nordischen Grüne Linke angehörte. Dort war sie Mitglied im EU-Ausschuss für Kultur und Bildung, im Unterausschuss für Menschenrechte sowie der Delegation für die Beziehungen zu den Maghreb-Ländern und der Union des Arabischen Maghreb sowie als Stellvertreterin im Ausschuss für bürgerliche Freiheiten, Justiz und Inneres, in der Delegation in der Paritätischen Parlamentarischen Versammlung AKP-EU und in der Delegation in der Parlamentarischen Versammlung der Union für den Mittelmeerraum.